# Chantal Ferrer
Chantal Ferrer Roca es una física y divulgadora científica española, especializa en semiconductores y materiales bajo condiciones extremas de altas presiones y temperaturas, con aplicaciones en geofísica y la síntesis de nuevos compuestos. En 2003, fue galardona con el Premio Europeo de Divulgación "Physics on Stage".

## Trayectoria
Ferrer es profesora titular del Departamento de Física Aplicada y Electromagnetismo de la Universidad de Valencia,e investigadora del grupo de semiconductores y condiciones extremas del Instituto de Ciencia de Materiales de la Universidad de Valencia (ICMUV). Además, ha trabajado en el Instituto Nazionale di Física Nucleare (INFN) y en el Centro Nazionale della Ricerca (CNR) en Padua (Italia).
Es autora de múltiples artículos y publicaciones, y desde hace más de dos décadas contribuye a la divulgación científica, particularmente aportando a la comprensión de fundamentos de la ciencia y el método científico. En este cometido, ha sido responsable y partícipe de múltiples charlas, cursos, talleres y actividades, como la Colección de Demostraciones de Física para el aula, un proyecto pionero que reúne más de 170 experimentos didácticos utilizados en la docencia universitaria para ilustrar conceptos fundamentales de la física.
Desde 2005, también coordina la Feria-Concurso Experimenta de Física y Tecnología, que promueve la participación de estudiantes de secundaria en proyectos científicos experimentales. Y es responsable del Aula Experimenta, un laboratorio de la Facultad de Física de la UV al que acuden anualmente unos 700 estudiantes de secundaria para realizar experimentos prácticos, y del proyecto de física del Campus de Verano de la Universidad de Valencia Fundación Española para la Ciencia y la Tecnología (FECYT). Además, Ferrer colabora con las pruebas de acceso a la universidad EBAU en la especialidad de física, y es organizadora de las Olimpiadas de Física de Valencia.

## Reconocimientos
A lo largo de su carrera, Ferrer ha recibido numerosos premios, entre los que destacan el Premio Europeo de Divulgación "Physics on Stage" en 2003, y el Premio de Enseñanza y Divulgación otorgado por la Real Sociedad Española de Física (RSEF) y la Fundación BBVA en 2018. Estos galardones reconocen anualmente la creatividad, el esfuerzo así como los logros en el campo de la física, incluyendo los ámbitos de la enseñanza media y universitaria, la innovación, tecnología y la divulgación.